# Mycteromyiella marginalis
Mycteromyiella marginalis är en tvåvingeart som beskrevs av Hiroshi Shima 1976. Mycteromyiella marginalis ingår i släktet Mycteromyiella och familjen parasitflugor. Inga underarter finns listade i Catalogue of Life.